# Shemshak (skidort)

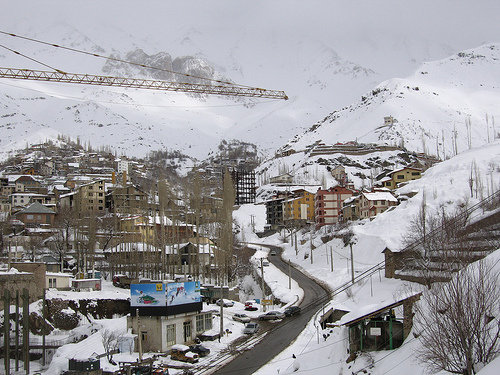
Shemshak.

Shemshak (persiska: شمشک) är en av de mest populära skidorterna i Iran. Skidorten ligger 90 minuters bilfärd från huvudstaden Teheran.